# 初音未來作品列表
克理普敦未来媒体以Yamaha的VOCALOID语音合成引擎为基础，开发贩售的女性虚拟歌手初音未來，下列為其所演唱過的作品和專輯列表。

## 專輯
My Boy
2007年11月16日，Saori@destiny發表於處女作單曲《My Boy》中的歌曲《My Boy connects since mix》，以和音的形式起用初音未來，初音未來的聲音經過AutoTune加工，歌曲的和聲在CD中表示為「H. Miku」。
CV系列 VocalCD Volume·1 初音未來 ～星宿的碎片～
同年11月19日，Frontier Works發表於12月29日至12月31日舉行的C73發售CD。《CV系列 VocalCD Volume·1 初音未來 ～星宿的碎片～》（CFVCM-001、2000日圓）收錄第一首試聽曲的全長版本《星宿的碎片》、1988年PSY・S的歌曲《Angel Night～天使所在的地方～》翻唱曲和1989年渡邊美里、小室哲哉的《Moon Light Dance》翻唱曲，封面由KEI設計。2008年1月25日於一般流通市場發售。
Thanks!!
同年12月28日，Toro Station的社長、音樂家宮路一昭發售出道25周年的CD《Thanks!!》，CD的第16曲（電子遊戲《桃太郎電鐵》歌曲）中使用初音未來伴唱。
未來未來 MIKU x MIKU（ MIKU x MIKU）
十八禁遊戲製作公司PENTA於C73發售CD《未來未來 MIKU x MIKU（ MIKU x MIKU」》，內含七首歌曲和五首伴奏，部分可於官方網站試聽。由團體R7製作音樂，鶴間惠設計封面。
Jewel Colors
之前已經以初音未來翻唱過自己歌曲的ave;new同年12月29日至31日的C73發售CD《Orb》和《Lovable》，二張同時購入時會附送初音未來的特典原創單曲《Jewel Colors》。12月28日發表簡短版本。2008年2月14日於一般流通市場同時購入《Orb》和《Lovable》的普通版則會附送收錄《Jewel Colors》和其卡啦OK版的CD。

試試聽CD。～NICONICO動畫精選～
2008年5月28日，NIWANGO發表於同年7月9日發售，12首歌曲其中兩首是初音未來的歌曲《把你給MIKUMIKU掉♪》和《戀愛的VOC@LOID》。發售後獲得公信榜專輯排名第21位的成績。
混合吧☆天然聲音feat.初音未來 1st Anniversary♪
與同公司的混合吧☆天然聲音的CD，除了收錄初音未來的歌曲，還有鏡音鈴、鏡音連、MEIKO、KAITO的五首原創曲。於C74發售。
Re:Package
初次以「初音未來」名義發售的非同人專輯，在真實歌手中是「正式出道」的里程碑，但Crypton表示這是「livetune的CD」而不是「初音未來的出道專輯」。由livetune製作，收錄包括在NICONICO動畫上有70萬人次觀看的《Packaged》等，於2008年8月27日發售。公信榜日間排名第一日第3位，最高第2位；9月8日的週間排名第5，初週售出2萬。至9月26日共售出超過7萬張。
未來的罐頭
2008年12月3日發售，收錄OSTER project所製作的歌曲，包括在NICONICO動畫上超過100萬人觀賞的《戀愛的VOC@LOID》、超過68萬人觀賞的《Miracle Paint》等。這專輯CD亦在遊戲《初音未來 -Project DIVA-》的官方網站中被宣傳。12月2日在公信榜的綜合日間排名為第八位。
Vocarhythm
原預定2009年2月4日發售，後延期至3月4日，收錄在NICONICO動畫上12位創作人共15首著名的歌曲，觀看數目合計超過1333萬。
supercell
於2009年3月5日發售，由團體supercell製作的同名專輯，收錄歌曲包括在網上超過1300萬播放人次的代表作《Melt》。第一天已售出二萬並登上公信榜專輯排名第二位。週間排名最高第四位，至3月16日共售出56000張CD，是當時和初音未來有關的CD的最高記錄。至3月30日仍留在榜中的第24位，共售出七萬張以上。另外，歌手中川翔子亦在之後的單曲CD起用supercell的成員ryo的歌曲。
new;Fable
ave;new第二張VOCALOID的CD，於2009年4月17日發售。主要收錄初音未來翻唱ave;new本身的歌曲，KAITO、鏡音鈴、連、巡音流歌亦有參與部份歌曲。
EXIT TUNES PRESENTS Vocalogenesis feat.初音未來
2010年5月19日發售，收錄19首歌曲之初音未來等歌聲合成軟體VOCALOID創作的歌曲合輯。